# Sweet Pleasure
『Sweet Pleasure』（スィートプレジャー）は、2000年9月22日にCronusより発売されたアダルトゲームである。なお、2006年6月30日にはリメイク版『Sweet Pleasure NS』（スィートプレジャーNS）が発売された。

## 概要
ヒロイン選択式の恋愛シミュレーション。期間は1週間で、その日に出会うヒロインを選択し、攻略していくADVゲームである。シナリオは非常に短く、選択肢も少ないため1シナリオを見るのに30分以下で終わってしまう。途中登場する指導の選択肢により、エンディングが変化するようになっている。ヒントモードが用意されており、ゲームの攻略が苦手な人でも簡単に攻略できるようになっている。

## ストーリー
原島陽一は、スポーツ万能な有名コーチであったが、女癖が悪いために多くの学園を転々としていた。そんな主人公の元に可愛い女学生が多いことで有名な「清華女学園」から依頼が舞い込む。二つ返事でこの仕事を引き受けた主人公は早速、学園に向かった。

## キャラクター
原島陽一（名称変更可能）
主人公。元オリンピック選手のスポーツ万能な有名コーチ。オリンピック選手として移動中に航空機事故に遭い、奇跡的に助かったものの一部記憶喪失となると共に、その後の野生生活で種の存続の本能から女癖の悪さも出てしまった。
白鳥 美幸（しらとり みゆき）
声 - 萌木唯
テニス部所属で、大財閥「白鳥財閥」のご令嬢。家にはウィンブルドンと同じ芝のテニスコートがある。主人公とは幼い頃に面識があるが主人公はそれを事故のショックで忘れている。
神無月 琴美（かんなづき ことみ）
声 - DEKO
剣道部所属。実家は神社。恋愛に疎く生真面目な性格で、ときおり古風な物言いになる。
風原 夏姫（かざはら なつき）
声 - 彩世ゆう
バレーボール部のキャプテン。明るく元気も良いため、後輩からも慕われている。料理が非常に下手で、人が食べると一撃で気絶する。
水谷 奈菜（みずたに なな）
声 - 文月かな
新体操所属。おとなしく引っ込み思案で天然ボケが激しい。男の人が苦手で、自分の胸が大きいのを気にしている。
服部 さやか（はっとり さやか）
声 - 茉莉奈
忍者同好会所属。気が強く、意地っ張り。同好会を以前の正式な部に戻すのを現在の目標としている。蜘蛛が苦手。

## Sweet Pleasure NS
2006年6月30日に発売。Cronusがリドルソフトのブランドとなった後に発売された、リメイク作の1つである。
全CGを塗りなおすと共に画像サイズを800×600に大型化し、新シナリオが追加されると共に『Nursery Song』が同梱された。

## スタッフ
- シナリオ - ちゅんく
- 原画 - 葵羽鳥
- 音楽 - 猫野こめっと